# 1905 في فرنسا
فيما يلي قوائم الأحداث التي وقعت خلال عام 1905 في فرنسا.

## رياضة
- 23 أبريل – سباق باريس روبيه 1905 الفائزون هنري كورنيه، لويس تروسيلير، رينيه بوتيه.

## كتب
من الكتب التي صدرت هذه السنة في فرنسا:
- 1 يناير – اجتياح البحر من تأليف جول فيرن.
- 1 يناير – منارة في نهاية العالم من تأليف جول فيرن، ميشيل فرن.

## مواليد

### يناير
- 21 يناير – كريستيان ديور

### فبراير
- 7 فبراير – جورج بيكر
- 27 فبراير – جاك ميريس لاعب كرة قدم فرنسي.

### مارس
- 10 مارس – جان غولمييه
- 11 مارس – ميشال أكوشاغ مهندس معماري فرنسي.
- 14 مارس – ريمون آرون

### أبريل
- 1 أبريل – هنري لاؤوست بروفيسور فرنسي.
- 24 أبريل – بيير شوفالييه

### يونيو
- 21 يونيو – جان بول سارتر فليسوف فرنسي معاصر.

### نوفمبر
- 5 نوفمبر – لويس روزيه
- 9 نوفمبر – بيير ماجني درّاج طريق فرنسي.

### ديسمبر
- 25 ديسمبر – إتيان ماتلر لاعب كرة قدم فرنسي.

## وفيات

### يناير
- 10 يناير – لويز ميشيل (مواليد 1830)

### مارس
- 24 مارس – جول فيرن (مواليد 1828)

### مايو
- 8 مايو – ألفريد بوتييه (مواليد 1840) فيزيائي فرنسي.
- 12 مايو – كزافييه كبولاني (مواليد 1866)
- 26 مايو – آلفونس جيمس روتشايلد (مواليد 1827)

### أغسطس
- 19 أغسطس – ويليام بوغيرو (مواليد 1825) رسام فرنسي.

### أكتوبر
- 23 أكتوبر – إميل أوستاليت (مواليد 1844)
- 30 أكتوبر – جان بابتيست لويس بيير (مواليد 1833) عالم نبات فرنسي.